# Tex Ritter
Tex Ritter, vlastním jménem Woodward Maurice Ritter (12. ledna 1905, Murvaul, Texas, USA – 2. ledna 1974, Nashville, Tennessee, USA) byl americký herec, countryový zpěvák a kytarista, člen Grand Ole Opry, otec herce Johna Rittera.
Jednalo se o jednu z průkopnických osobností žánru americké country music, který byl velmi populární již od 30. let až do druhé poloviny 60. let 20. století.
Se zpěvem začínal již v roce 1928, od počátku 30. let působil v New Yorku také jako rozhlasový vypravěč a herec. V americkém filmu začal hrát v roce 1936, kde hrál až do počátku 70. let především různé postavy v tehdejších westernech.
Během svého života nahrál celkem 21 gramofonových alb a vystupoval v bezmála 70 amerických filmech.